# Vrachtluchtvaartmaatschappij

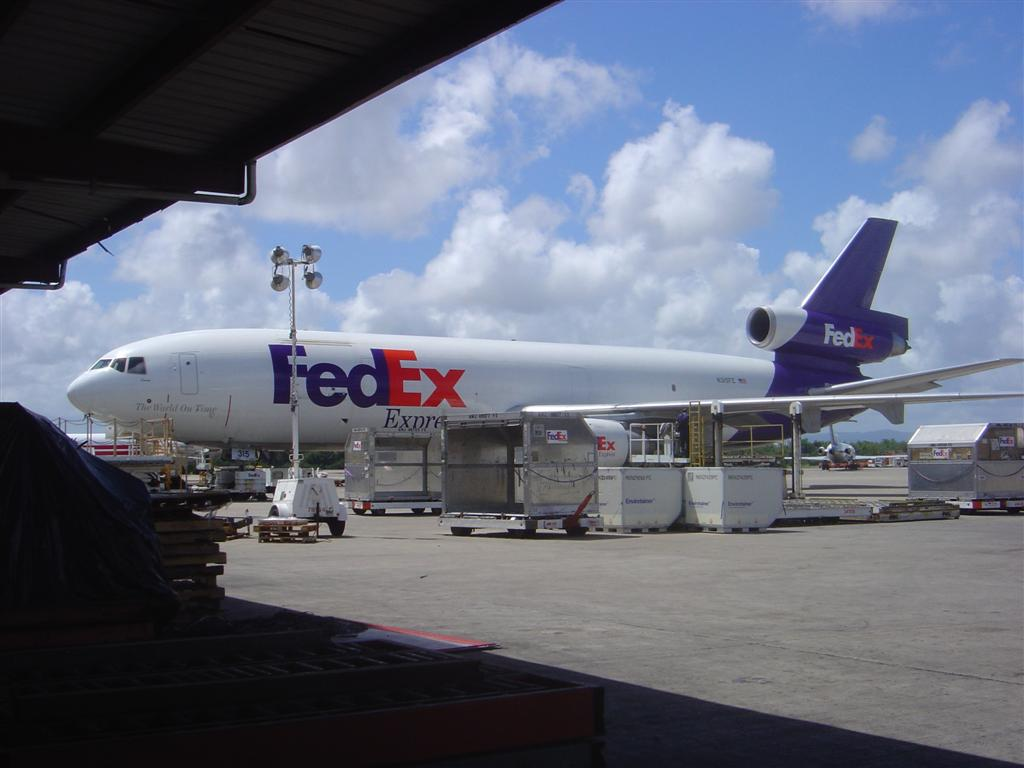
Een Douglas DC-10 van FedEx Express

Een vrachtluchtvaartmaatschappij of cargo-luchtvaartmaatschappij is een luchtvaartmaatschappij die zich toelegt op vrachtvervoer. Zo'n luchtvaartmaatschappij is vaak een divisie of een dochteronderneming van een passagiersluchtvaartmaatschappij. Ook koerierbedrijven, zoals FedEx, UPS, DHL of TNT, bieden vaak een vrachtluchtvaart. Het vrachttransport gebeurt met vrachtvliegtuigen of soms ook met aangepaste oudere passagiersvliegtuigen.
De grootste drie vrachtluchtvaartmaatschappijen ter wereld in 2010 gemeten naar ton-kilometer waren in dalende volgorde FedEx Express, Cathay Pacific Cargo en UPS Airlines.
Op de luchthaven Schiphol zijn ruim 150 expediteurs gevestigd. Deze bedrijven boeken namens hun klanten de zendingen bij de luchtvaartmaatschappijen. Naast het boeken, dragen zij zorg voor de opmaak van benodigde documenten, zoals een airwaybill en verzorgen zij de douaneformaliteiten. In de meeste gevallen zorgen zij ook voor het afhalen van de vracht bij de klant. De luchtvrachtexpediteur is een wederverkoper van de luchtvaartmaatschappij.
De goederen die op een vlucht zijn geboekt, worden vervoerd in luchtvrachtcontainers of op luchtvrachtpallets. Dit zijn platte, aluminium (legering) platen waar de goederen op worden gestapeld. Nadat de goederen zijn opgestapeld, wordt het geheel afgedekt met plastic en wordt een sterk net over de goederen gespannen zodat de goederen niet kunnen gaan schuiven tijdens de vlucht. Het opbouwen van de pallets wordt gedaan door de afhandelingsmaatschappij die door de luchtvaartmaatschappij wordt ingehuurd. 
Goederen die per vliegtuig worden vervoerd, zijn veelal hoogwaardige goederen, bederfelijke waar zoals bloemen, groente en verse vis, en farmaceutische artikelen of zaken die snel elders beschikbaar moeten zijn.

## Overzicht
Enkele belangrijke en grote vrachtluchtvaartmaatschappijen zijn:
- Airborne Express
- Air Contractors
- Air France-KLM Cargo
- Air Hong Kong
- ASTAR Air Cargo
- Atlas Air
- Cargolux
- China airlines cargo
- DAS Air Cargo
- Delta Cargo
- DHL Aviation
- Emirates SkyCargo
- Evergreen International Airlines
- FedEx Express
- Flying Tiger Line (1945-1989, overgenomen door FedEx)
- Gemini Air Cargo
- Kalitta Air
- Korean Air Cargo
- Lufthansa Cargo
- Martinair
- MNG Airlines
- Nippon Cargo Airlines
- Northwest Airlines Cargo (ook NWA Cargo)
- Singapore Airlines Cargo
- TNT
- Turkish Airlines Cargo
- UPS Airlines
- United States Postal Service
- Volga-Dnepr